# Aaron Schimberg
Aaron Schimberg és un cineasta nord-americà més conegut per la pel·lícula de 2019 Chained for Life i la pel·lícula de 2024 A Different Man.

## Carrera
El primer llargmetratge de Schimberg, Go Down Death, va ser la pel·lícula de cloenda del FanTasia de 2013. La seva següent pel·lícula, Chained for Life, es va estrenar al BAMcinemaFest del 2018 i Kino Lorber va ser estrenada a les sales l'any següent.
El tercer llargmetratge de Schimberg A Different Man, protagonitzat per Sebastian Stan i Adam Pearson i distribuït per A24, es va estrenar al Festival de Cinema de Sundance de 2024. Va ser nominada a l'Oscar al millor maquillatge als Premis Oscar de 2024. Va ser nomenat un dels deu millors directors nous a veure per Variety al Festival Internacional de Cinema de Palm Springs d'aquell any.

## Vida personal
Schimberg va néixer a Chicago i va créixer a Minneapolis. Va néixer amb un llavi leporí i fenedura palatina i ho cita com el motiu pel qual gravita cap a les narracions sobre la desfiguració facial i la discapacitat.
Schimberg està casat amb Vanessa McDonnell, que és productor de totes les seves pel·lícules.

## Filmografia
| Any  | Títol            | Ref.  |
| ---- | ---------------- | ----- |
| 2013 | Go Down Death    | [ 3 ] |
| 2018 | Chained for Life | [ 1 ] |
| 2024 | A Different Man  | [ 2 ] |

## Premis i nominacions
| Any  | Premi                                            | Categoria                                             | Treball nominat  | Resultat  | Ref.   |
| ---- | ------------------------------------------------ | ----------------------------------------------------- | ---------------- | --------- | ------ |
| 2019 | Festival de Cinema de Florida                    | Gran Premi del Jurat a la millor pel·lícula narrativa | Chained for Life | Guanyador | [ 9 ]  |
| 2019 | Festival de Cinema de New Hampshire              | Gran Premi del Jurat a la millor pel·lícula narrativa | Chained for Life | Guanyador | [ 9 ]  |
| 2019 | Festival de Cinema de Knoxville                  | Millor llargmetratge narratiu                         | Chained for Life | Guanyador | [ 9 ]  |
| 2019 | Festival de Cinema de Nova Orleans               | Millor llargmetratge narratiu                         | Chained for Life | Guanyador | [ 9 ]  |
| 2019 | Festival de Cinema dels Champs-Élysées           | Millor llargmetratge nord-americà                     | Chained for Life | Nominat   | [ 10 ] |
| 2019 | Festival de Cinema Independent del Method Fest   | Millor Director Llargmetratge                         | Chained for Life | Nominat   | [ 11 ] |
| 2019 | Festival de Cinema Independent del Method Fest   | Millor pel·lícula                                     | Chained for Life | Guanyador | [ 11 ] |
| 2024 | Festival Internacional de Cinema de Berlín       | Ós d'Or                                               | A Different Man  | Nominat   | [ 12 ] |
| 2024 | Festival de Cinema de Sitges                     | Millor guió                                           | A Different Man  | Guanyador | [ 13 ] |
| 2024 | Premis Gotham                                    | Millor pel·lícula                                     | A Different Man  | Guanyador | [ 14 ] |
| 2024 | Premis Independent Spirit                        | Millor guió                                           | A Different Man  | Pendent   |        |
| 2024 | Festival Internacional de Cinema de Palm Springs | Els 10 millors directors a veure                      | A Different Man  | Guanyador | [ 4 ]  |